# 春の歌/テクテク
『春の歌／テクテク』（はるのうた／テクテク）は、日本のロックバンド・スピッツの通算30作目のシングルで、両A面シングル。2005年4月20日にユニバーサルミュージックより発売。レーベルはユニバーサルJ。

## 概要
前作『正夢』より約半年ぶりのリリースで、『スーベニア』の2枚組限定アナログ盤と同時発売された。初回盤のみスリップケース & デジパックトレイ仕様。
表題曲のうち、「春の歌」は11thアルバム『スーベニア』の1曲目に収録された楽曲。アルバム発売後にコカ・コーラ「アクエリアス」CMソングのタイアップが決定したことを受けて、シングル・カットされることとなった。ミュージック・ビデオは、2005年3月5日に名古屋センチュリーホールでのライブ公演のアンコール後の会場で撮影されたもの。楽曲の発表から9年後の2014年にロッテ「ガーナチョコレート」のCMソングとしても使用された。
もう1曲の「テクテク」は新曲で、﨑山龍男はドラムスのほかにジャンベの演奏も担当。オリジナル・アルバムやシングル・コレクションには未収録となっており、2012年に発売されたスペシャル・アルバム『おるたな』でアルバム初収録となった。ミュージック・ビデオは、勝股秀之が手がけたアニメーションとなっている。
オリコン週間シングルランキングで最高位5位を獲得し、日本レコード協会からはゴールド認定を受けた。

## 収録曲
| 全作詞・作曲: 草野正宗、全編曲: スピッツ & 亀田誠治。 |              |          |            |      |
| #                                                     | タイトル     | 作詞     | 作曲・編曲 | 時間 |
| 1.                                                    | 「春の歌」   | 草野正宗 | 草野正宗   | 4:42 |
| 2.                                                    | 「テクテク」 | 草野正宗 | 草野正宗   | 3:59 |
| 合計時間:                                             | 合計時間:    | 8:41     |            |      |

## 参加ミュージシャン（スピッツ版）
春の歌
- 草野マサムネ -Vocals, Guitars
- 三輪テツヤ - Guitars
- 田村明浩 - Bass
- 﨑山龍男 - Drums
- 亀田誠治 - Programming

テクテク
- 草野マサムネ -Vocals, Guitars
- 三輪テツヤ - Guitars
- 田村明浩 - Bass
- 﨑山龍男 - Drums, Djembe
- 亀田誠治 - Programming
- 水野弘文 - Accordion

## 「春の歌」のカバー

### 藤原さくらによるカバー
2017年にシンガーソングライターの藤原さくらによって「春の歌」がカバーされた。藤原によるカバー・バージョンは同年に公開された映画『3月のライオン』後編の主題歌で、3月29日にオリジナル曲「Someday」との両A面シングル『Someday/春の歌』として発売された。
映画の監督である大友啓史からの主題歌に対する要望として、「自分は1人ではないと気付いた零への、祝福の気持ちを込めてほしい」、「映画を観た観客が、"いい本を読んだ"というような読後感を抱き、温かい気持ちで歩いて帰っていけるようなアレンジ」というものがあり、それらの要望を取り入れてアレンジが考えられた。マーチのようなハネたリズムを採用し、テンポは原曲よりも遅くなっている。曲はアコースティック・ギターの弾き語りから曲が始まりサビに近づくにつれて音が増えていくというアレンジになっている。楽器以外にも永野亮やレコーディングスタッフによる手拍子や歓声が入っており、サビの部分では藤原の声とスタッフの声を重ねている。

#### 参加ミュージシャン（藤原さくら版）
- 藤原さくら：Vocal
- 伊藤友馬：Violin
- 山岸努：Violin
- 結城貴弘：Cello
- 髙荒海：Trumpet
- 半田信英：Trombone
- 永野亮：Chorus & Other Insruments

### その他のアーティストによるカバー
- SOTTE BOSSE （2006年、アルバム『Essence of life』収録）
- ARTS（2007年、アルバム『元気でSKA～!?春夏秋冬』収録）
- MAYUMI YAMAMOTO （2008年、オムニバスアルバム『Sundy Fun Picnic』収録）